# Gregorio Soria Arretxe
Gregorio Soria Arretxe, també conegut com a Goio, (Gernika, 25 de setembre de 1968) és un futbolista basc, que ocupa la posició de defensa.

## Trajectòria
Sorgeix del planter de l'Athletic Club, però encara que roman sis anys amb el filial, no arriba a debutar amb el primer equip. En busca d'oportunitats, a l'estiu de 1993 fitxa per la SD Compostela. Eixe any puja a Primera amb els gallecs, tot jugant 32 partits i marcant un gol.
Amb el Compostela no participa tant en la màxima categoria, apareixent en tan sols vuit partits. La temporada 95/96 recala a la SD Eibar. Jugarà quatre temporades amb el conjunt basc (exceptuant el parèntesi de la temporada 96/97 a l'Écija), en les quals seria titular en totes elles.
L'estiu del 2000 s'incorpora a l'Aurrerà de Vitoria, amb qui milita tres anys a la Segona B. Des del 2003 forma part del planter del modest equip del Zamudio, de la Tercera Divisió basca.